# Friedrich von Roth

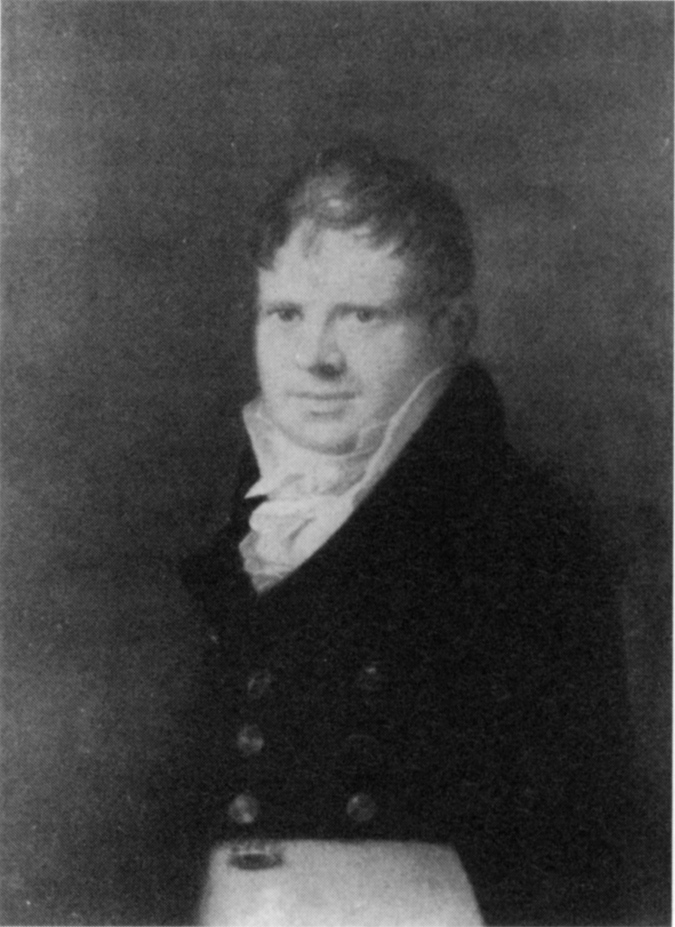
Friedrich von Roth

Karl Johann Friedrich Roth, ab 1822 Ritter von Roth, (* 23. Januar 1780 in Vaihingen an der Enz; † 21. Januar 1852 in München) war ein deutscher Jurist und königlich bayerischer Staatsrat und Oberkonsistorialpräsident.

## Familie
Er war der Sohn des Lehrers Christoph Friedrich Roth (1751–1813) und der Christina Wilhelmina, geborene Hochstetter (1751–1823).
Roth heiratete am 10. September 1809 in Nürnberg Katharina (Käthe) Merkel (1792–1842), die Tochter des Marktvorstehers Paul Wolfgang Merkel (1756–1820) und der Margarethe Elisabeth Bepler (1765–1831).
Söhne sind der Zoologe und Forschungsreisende Johannes Roth (1815–1858) und der Jurist Paul von Roth (1820–1892). Schwiegersohn, Ehemann der Tochter Pauline ist der Jurist Karl Friedrich von Dollmann (1811–1867).

## Leben
Roth war Student der Rechtswissenschaften an der Universität Tübingen und wurde 1801 promoviert. Anschließend war er Rechtsberater (Konsulent) der Reichsstadt Nürnberg. Ab 1810 war er Oberfinanzrat im königlich bayerischen Ministerial-Departement der Finanzen. Ab 1811 war Roth Mitglied der Bayerischen Akademie der Wissenschaften. Im Jahr 1817 wurde er Ministerialrat im Finanzministerium.
Von 1828 bis 1848 war Roth Präsident des protestantischen Oberkonsistoriums in München. Er gilt als Organisator der bayerischen evangelischen Kirche. Ihm gelang die Beilegung des sogenannten Kniebeugestreits.
Der Familiennachlass mit Briefen des Oberkonsistorialpräsidenten Friedrich von Roth, seiner Frau Käthe und ihrer Kinder befindet sich im Landeskirchlichen Archiv Bayern.

## Mitgliedschaften
Friedrich von Roth war Mitglied der Deutschen Morgenländischen Gesellschaft.

## Ehrungen
- 1822: Ritterkreuz des Civil-Verdienst-Ordens der Bayerischen Krone[2]
- 1837: Komturkreuz des Verdienstordens der Bayerischen Krone[3]
- 1840: Großkreuz des Verdienstordens vom Heiligen Michael[4]